# Povijest Ujedinjenog Kraljevstva
Povijest Ujedinjenog Kraljevstva veže se uz Britansko otočje koje je bilo je predmet čestih osvajanja. Kelti, Rimljani, Anglosaksonci i Vikinzi, redom su osvajali ovo otočje i uspostavljali svoju vlast. Godine 1066. Normani su napali i pokorili Englesku. Nakon toga, Engleska je postala najmoćnija zemlja koja je najprije zauzela Irsku, a potom i Wales da bi se 1603. udružila sa Škotskom. Ujedinjeno Kraljevstvo postalo je vodeća industrijska i kolonijalna sila u svijetu, održavajući prevlast koja se prenosi i u ovo stoljeće.

### Drevna Britanija
Prvobitni stanovnici Britanije bili su nomadski lovci - sakupljači plodova koji su u potrazi za hranom selili s jednog mjesta na drugo. Oko 400. pr. Kr. ljudi su se počeli naseljavati u selima, obrađivati zemlju i uzgajati životinje.

### Rimska Britanija
Julije Cezar napao je Britaniju 54. pr. Kr. da bi zaustavio lokalna keltska plemena u pružanju pomoći Galima u Francuskoj koji su podrivali Rimsko Carstvo. Godine 43. osvojeni su Engleska i Wales postavši dijelom Rimskog Carstva. Rimljani su gradili mnoge gradove i ceste te poticali trgovinu.
- Rimski gradovi

Rimljani su izgradili mrežu gradova kao središta trgovine i regionalne vlasti. Među njima su bili Londinium (London) na rijeci Temzi, i Aque Sulis (Bath)

### Anglosaksonska invazija
Nakon odlaska Rimljana 410. godine, germansko pleme Anglosasi sa sjevera Europe počeli su prodirati u Britaniju. Do 613. godine Anglosasi su osvojili cijelu Englesku i podijelili je na sedam kraljevstva.
Pod rimskom vlašću većina Britanaca bili su kršćani, no Anglosasi su imali svoje bogove. Kršćanski misionar sv. Augustin stigao je Canterbury 597. godine i započeo preobraćivati to područje na kršćanstvo.

### Vikinzi i Knut
Godine 787. vikinški moreplovci prvi put su stigli do engleske obale i ubrzo zavladali sjevernim i istočnim dijelom zemlje. Godine 1013. zauzeli su cijelo kraljevstvo; pod vladavinom Knuta, Engleska je bila je bila dio vikinškog carstva koje se nazivalo Danelaw i obuhvaćalo je veći dio Skandinavije.

## Normanska Engleska
Godine 1066. normandijski vojvoda Vilim napao je Englesku zahtijevajući pravo na prijestolje. Nedaleko Hastingsa porazio je englesku vojsku pod vodstvom kralja Harolda te zauzeo zemlju. Normani su gradili utvrde da bi ojačali svoju vlast i u Englesku uveli jaku centralnu vlast.
- Magna Charta (Velika povelja sloboda)

Pod normanskom vlašću često je dolazilo do sporova između kralja i njegovih najmoćnijih plemića. Godine 1215. u Runnymedeu u Surveyu, kralj Ivan Bez Zemlje  potpisao je Magnu Chartu, ispravu koju je sastavilo više plemstvo. U njoj su ispisane dužnosti i prava građana te Crkve u odnosu na Krunu. Magna Charta je još uvijek jedan od glavnih ustavnih dokumenata engleske vlade.
- Vilim I Osvajač

Vilim I. Osvajač (O. 1027-87) bio je potomak Vikinga koji su se naselili u Normandiji na sjeveru Francuske. Kao kralj Engleske, bio je strog vladar koji je zemlji donio stabilnost. Umro je nakon pada s konja u Nantesu, Francuska.
- Parlament

Godine 1265. Henrik III. pozvao je predstavnike gradova, plemstva i svećenstva u London kao prvi parlament koji je savjetovao vladu. Unutar jednog stoljeća parlament je stekao pravo donošenja zakona i ubiranja poreza.
- Wales

Engleska je pokušavala zavladati Walesom još od saksonskih vremena, ali su se velški knezovi odupirali. Godine 1282. Edvard I. Stariji zauzeo je ovu zemlju i podigao brojne utvrde da bi Velšane držao u pokornosti. Aktom o ujedinjenju iz 1536. Wales je formalno pripojen Engleskoj. Velški jezik bio je potiskivan stoljećima nakon toga.

## Dinastije Tudor i Stuart
Henrik VII., prvi kralj iz dinastije Tudor, preuzeo je vlast 1485. Obuzdao vlast plemstva, obnovio kraljevske financije i strogo vladao. Tudori su vladali do 1603. Nakon njih su došli Stuarti pod čijom je vladavinom Engleska pokušala održati vodeću ulogu u Europi unatoč žestokom građanskom ratu.
Godine 1534. Henrik VIII prekinio je veze s Rimokatoličkom crkvom zato što mu nije dopustila razvod braka. Stvorio je Englesku (Anglikansku) crkvu, postao njezin poglavar, raspustio samostane da bi novac preusmjerio na svoj dvor te prisvojio crkvenu zemlju.
Škotska je prvi put postala kraljevina 843. i stoljećima je bila nezavisna unatoč neprestanim invazijama iz Engleske. Godine 1603. škotski kralj Jakov VI Škotski naslijedio je englesko prijestolje od kraljice Elizabete I. iz dinastije Tudor, godine 1707. te su se dvije zemlje formalno ujedinile.
Sukob između parlamenta i Karla I Stuarta radi vlasti nad zemljom buknuo je u otvoreni rat 1642. Kralj je poražen i pogubljen 1649. a Engleska je bila republika do 1660.

## Industrijska Engleska
U 18. stoljeću Britanija je postala prva industrijalizirana zemlja. Milijuni ljudi krenuli su iz sela u gradove gdje su radili u novim tvornicama i radionicama. Kanalima i željeznicom po cijeloj zemlji prevozile su se sirovine i gotova roba. Oko 1850. Britanija je bila svjetska radionica.
- Viktorijanska Engleska

U vrijeme vladavine kraljice Viktorije (1837-1901), Britanija je postala najbogatija zemlja na svijetu, s carstvom koje je zauzimalo četvrtinu zemaljske kugle. Unatoč bogastvu, životni uvjeti za većinu ljudi u gradovima bili su loši.
- Čartisti

Početkom 19. stoljeća rasli su zahtjevi za boljim zastupanjem radnih ljudi u vladi. Godina 1830-tih i 1840-tih pojavile su se skupine, primjerice čartisti, koje su se borile za reformu. Naziv su dobili po People´s Charter (Narodnoj povelji) koju je sastavio Wiliam Lovert 1838. Reforme su provedene mnogo kasnije.

## Suvremena Britanija
Tijekom 20. stoljeća Britanija je doživljavala brojne promjene. Veći dio njezinog carstva postao je nezavisan, izgubila je vlast u većem dijelu Irske i vodila borbu protiv ekonomskog nazadovanja. Krajem 20. stoljeća Britanija je postala multikulturalno društvo nakon dolaska brojnih imigranata iz bivših kolonija u Africi, Aziji i na Karibima.
- Britanija u vrijeme rata

Godine 1940. Britanija je bila sama u borbi protiv nacističke Njemačke. Britanski borbeni piloti odbili su planiranu njemačku invaziju tijekom Bitke za Britaniju, no britanski su gradovi bili snažno bombardirani tijekom II. svjetskog rata.
- Socijalna država

Početkom 20. stoljeća Britanija je uvela državne mirovine i osiguranje da bi zaštitila radnike od siromaštva, bolesti i nezaposlenosti. Godine 1948. državna zdravstvena služba utemeljila je besplatne medicinske usluge.
- Ulazak u Europu

Nakon referenduma punoljetne populacije, Britanija je 1973. pristupila Europskoj zajednici (Europska unija). Članstvo je donijelo brojne povlastice, no uloga Britanije u Europi ostaje jedno od najproturječnijih pitanja britanskih političkih stranaka.

## Vremenska tablica
| Godina            | Bitna povijesna zbivanja Ujedinjenog Kraljevstva                                                                  |
| ----------------- | --- |
| 54.pr. Kr.        | Julije Cezar predvodi istraživačku invaziju u Englesku.                                                           |
| 43 - 410. pr. Kr. | Engleska i Wales dio su Rimskog Carstva.                                                                          |
| 613.              | Anglosasi dovršavaju svoje osvajanje Engleske.                                                                    |
| 787.              | Vikinzi počinju pristizati ne obale.                                                                              |
| 1016 - 35.        | Knut Veliki vlada Engleskom kao dijelom Skandinavskog Carstva.                                                    |
| 1066.             | Bitka kod Hastingsa: Normani vladaju Engleskom na čelu s Vilimom I. Osvajačem.                                    |
| 1455 - 85.        | Rat ruža: kuće York i Lancaster, predstavljene bijelom odnosno crvenom ružom, vode borbe za englesko prijestolje. |
| 1603.             | Jakov I. (Jakov VI. Škotski), prvi kralj iz dinastije Stuart, ujedinjuje englesko i škotsko prijestolje.          |
| 1707.             | Aktom o ujedinjenju Engleske i Škotske nastaje Kraljevstvo Velike Britanije.                                      |
| 1801.             | Aktom o ujedinjenju Velike Britanije i Irske nastaje Ujedinjeno Kraljevstvo Velike Britanije i Irske.             |
| 1837. – 1901.     | Vladavina kraljice Viktorije. Britansko carstvo na svom vrhuncu.                                                  |
| 1922.             | Veći dio Irske stječe nezavisnost od Britanije i naziva se Slobodna Država Irska.                                 |
| 1973.             | Ujedinjeno Kraljevstvo pristupa Europskoj zajednici, poslije nazvanoj Europska unija.                             |
| 2016.             | Na referendumu stanovnici Ujedinjenog Kraljevstva glasaju za napuštanje Europske unije.                           |
| 2020.             | Ujedinjeno Kraljevstvo konačno napušta Europsku uniju.                                                            |